# Chelsea Chenault
Chelsea Chenault (* 19. Oktober 1994 in Walnut Creek, Kalifornien) ist eine ehemalige Schwimmerin aus den Vereinigten Staaten. Sie erhielt bei Weltmeisterschaften zweimal Gold auf der 50-Meter-Bahn sowie einmal Gold auf der 25-Meter-Bahn.

## Sportliche Karriere
Chelsea Chenault besuchte die Carondelet High School und studierte dann an der University of Southern California.
2011 bei den Juniorenweltmeisterschaften in Lima gewann sie den Titel mit der 4-mal-200-Meter-Freistilstaffel. Über 200 Meter Freistil wurde sie Zweite hinter der Kanadierin Brittany MacLean. Ende 2012 bei den Kurzbahnweltmeisterschaften in Istanbul schwamm die 4-mal-200-Meter-Freistilstaffel mit Jasmine Tosky, Shannon Vreeland, Chelsea Chenault und Allison Schmitt die schnellste Vorlaufzeit. Im Endlauf gewannen Megan Romano, Chelsea Chenault, Shannon Vreeland und Allison Schmitt vor den Russinnen. Wie seit 1984 üblich erhielten alle fünf beteiligten Schwimmerinnen eine Goldmedaille.
Bei der Universiade 2013 in Kasan siegte Chenault mit der 4-mal-200-Meter-Freistilstaffel. Über 200 Meter Freistil belegte sie den sechsten Platz. Zwei Wochen später bei den Weltmeisterschaften in Barcelona schwamm die 4-mal-200-Meter-Freistilstaffel mit Chelsea Chenault, Karlee Bispo, Maya DiRado und Jordan Mattern die drittbeste Vorlaufzeit. Im Endlauf gewannen Katie Ledecky, Shannon Vreeland, Karlee Bispo und Missy Franklin mit fast zwei Sekunden Vorsprung vor den Australierinnen.
2015 bei der Universiade in Gwangju siegte Chenault mit der 4-mal-200-Meter-Freistilstaffel. Bei den Weltmeisterschaften 2015 in Kasan erreichten in der 4-mal-200-Meter-Freistilstaffel Shannon Vreeland, Chelsea Chenault, Cierra Runge und Leah Smith im Vorlauf die zweitbeste Zeit hinter den Italienerinnen. Im Finale waren Missy Franklin, Leah Smith, Katie McLaughlin und Katie Ledecky sieben Sekunden schneller als die Vorlaufstaffel und gewannen mit über drei Sekunden Vorsprung auf die Italienerinnen.
Nachdem sich Chenault 2016 nicht für die Olympiamannschaft qualifizieren konnte, beendete sie ihre Leistungssport-Karriere.